# 白糸台駅
白糸台駅（しらいとだいえき）は、東京都府中市白糸台二丁目にある西武鉄道多摩川線の駅。駅番号はSW04。
所長・駅長配置駅であり、「多摩川線管理所」として、多摩川線の全駅を管理している。

## 歴史

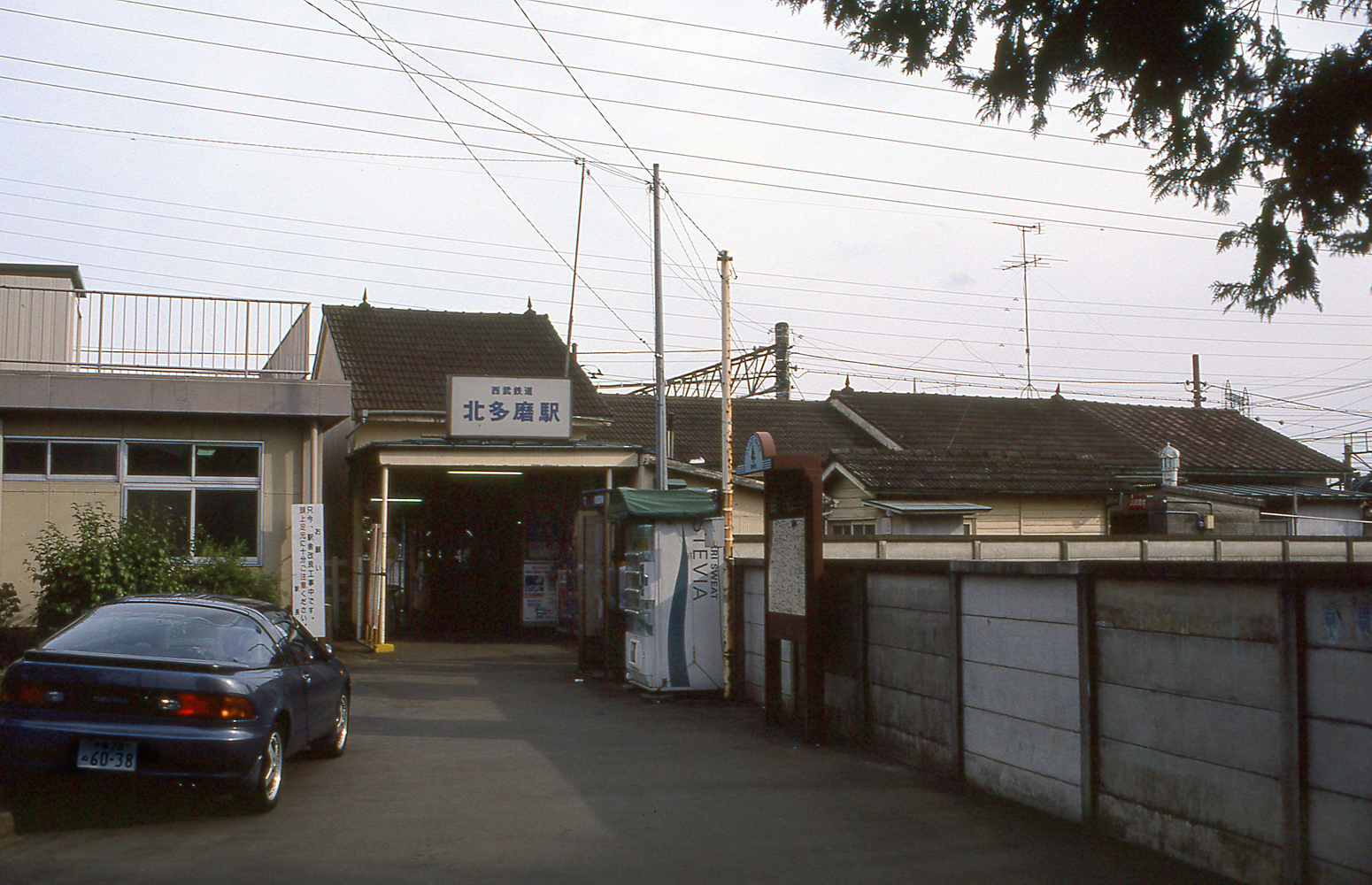
北多磨駅時代の駅舎（1995年9月）

- 1917年（大正6年）10月22日：多摩鉄道の北多磨駅（きたたまえき）として開業。境（現・武蔵境） - 北多磨間の開業に伴い、終着駅として開業した。
- 1919年（大正8年）6月1日：北多磨 - 常久（現・競艇場前）間の延伸開業により、途中駅となる。
- 1927年（昭和2年）8月30日：多摩鉄道線の（旧）西武鉄道による買収に伴い、西武鉄道の駅となる。
- 1977年（昭和52年）6月23日：改良工事によりホーム移設[3][4]。
- 2001年（平成13年）3月28日：白糸台駅に改称[1]。

### 駅名の由来
当駅の所在地名にちなむ。当地は古くは白糸村と呼ばれており、白糸台の地名はそれによる。
旧称の「北多磨」は、開業当時の自治体名である北多摩郡多磨村から、当駅が多磨村の北部にあったことに由来する。2001年に北隣の多磨墓地前駅が多磨駅に改称されるのに伴い、「多磨駅の南側にある北多磨駅」とならないよう、当駅も同時に改称された。（多磨駅#駅名の由来も参照）

## 駅構造
島式ホーム1面2線を有する地上駅。駅舎は駅の西南にあり、改札口を入って構内踏切で上り線を渡ると左手（上り方、武蔵境側）にホームがある。かつてのホームは構内踏切の下り方（是政側）にあったが、1977年6月の改良工事の際に現在の位置に移設された。
トイレは改札口を入って右手にある。2008年2月にユニバーサルデザインの一環として多機能トイレが追設された。

### のりば
| 番線 | 路線     | 方向 | 行先       |
| ---- | -------- | ---- | ---------- |
| 1    | 多摩川線 | 上り | 武蔵境方面 |
| 2    | 多摩川線 | 下り | 是政方面   |

（出典：西武鉄道:駅構内図）
- ただし、初電車の是政行きが1番ホームから発車する場合がある。

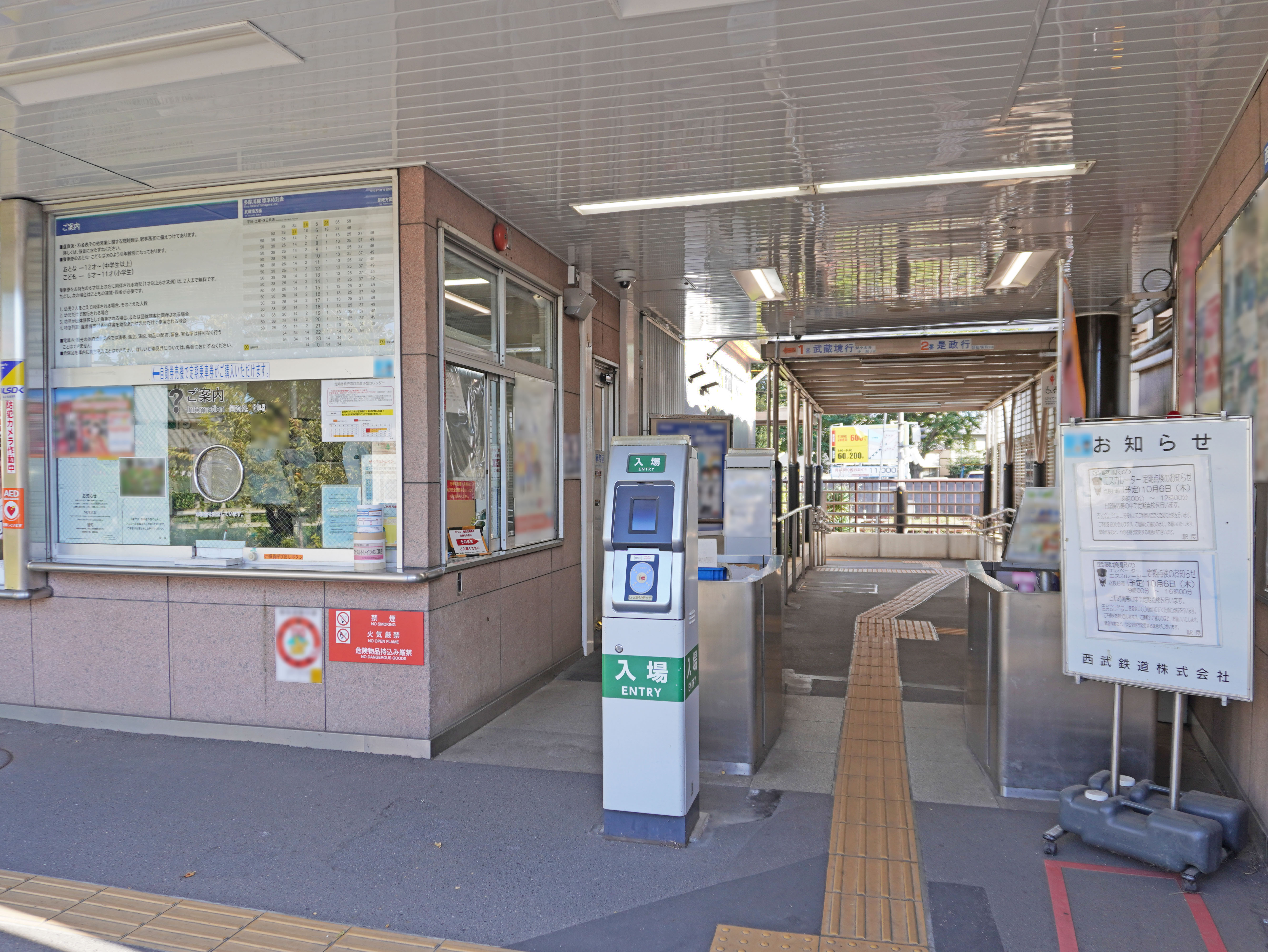
改札口（2022年10月）
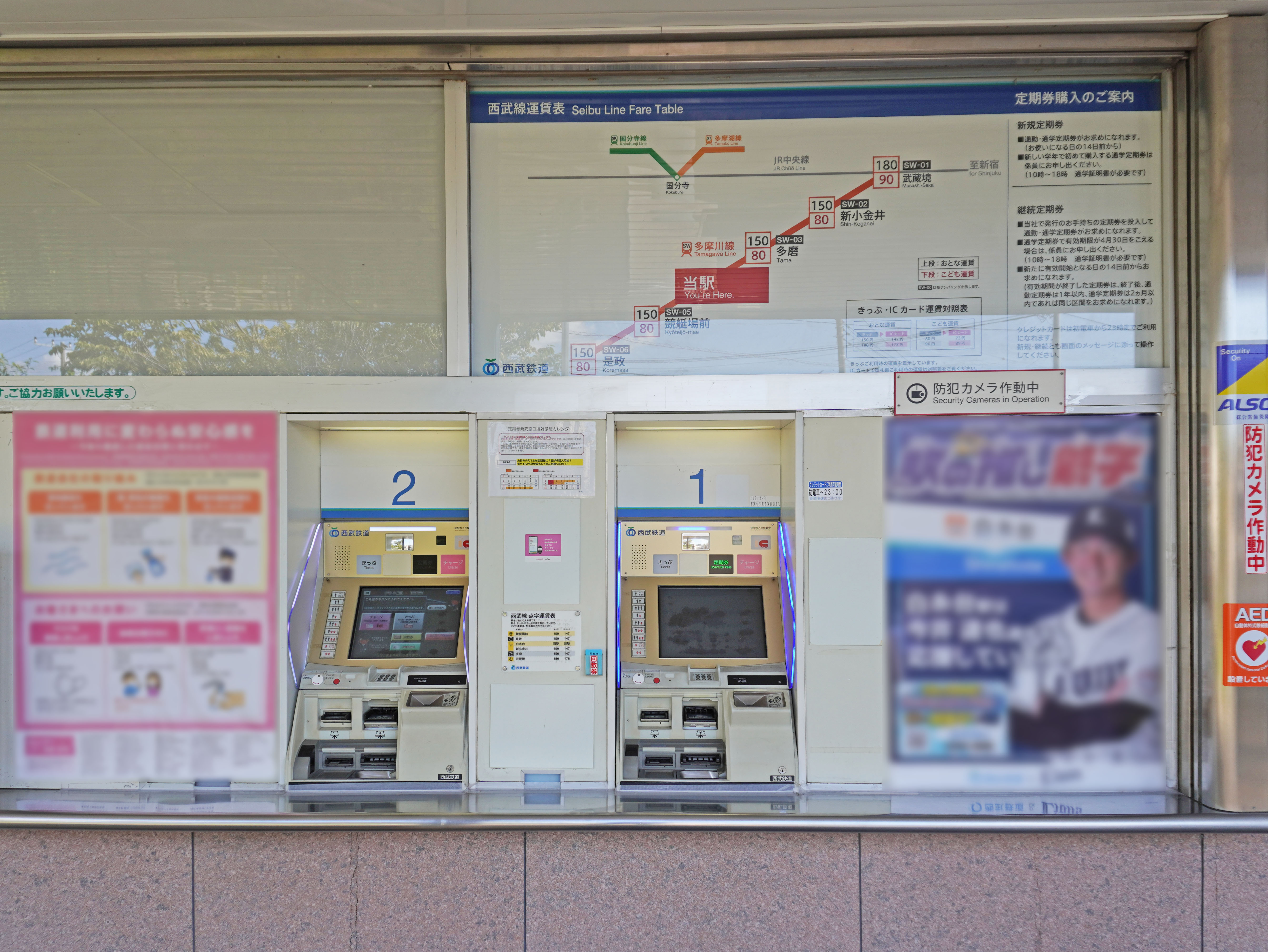
自動券売機（2022年10月）
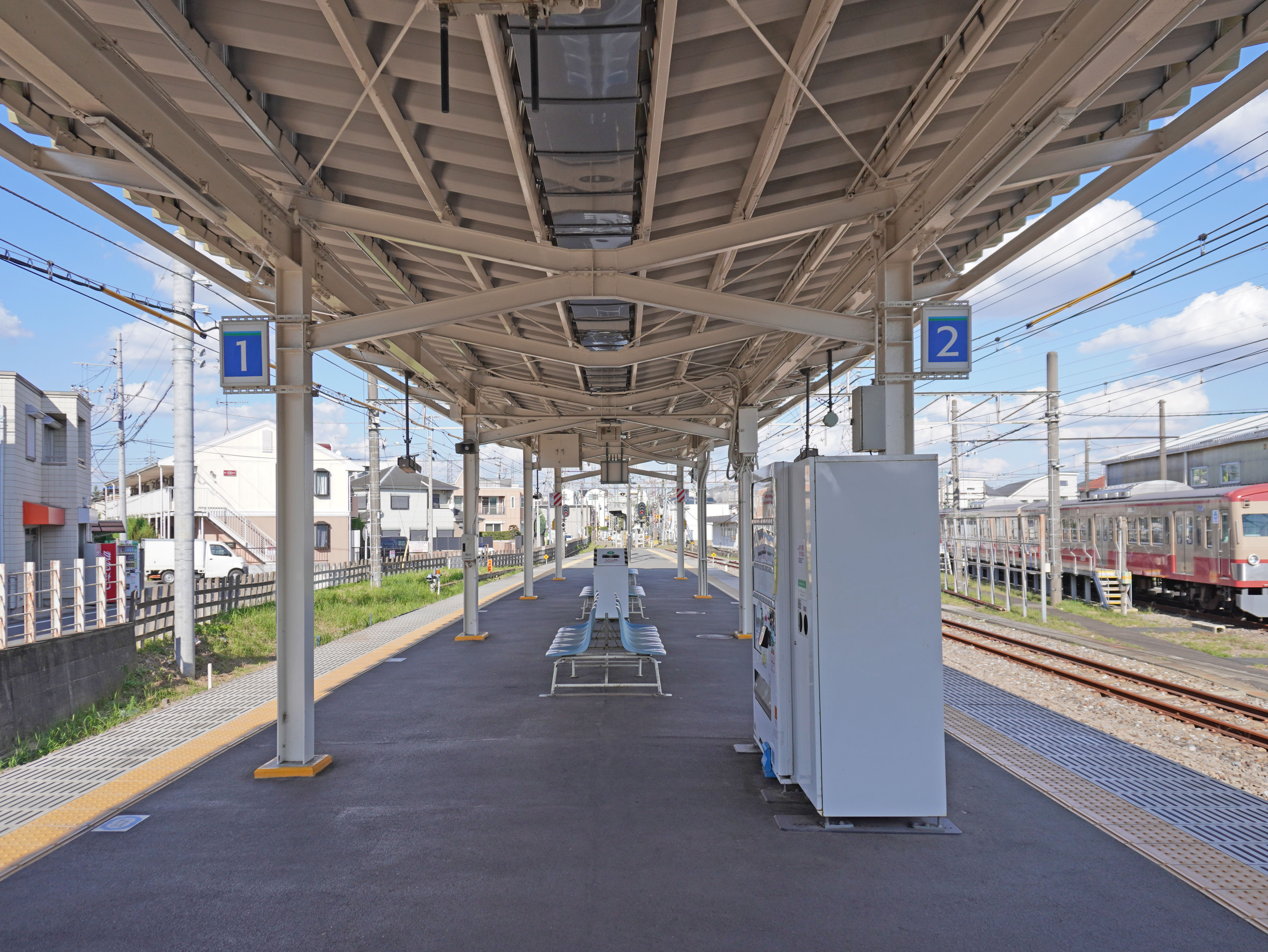
ホーム（2022年10月）
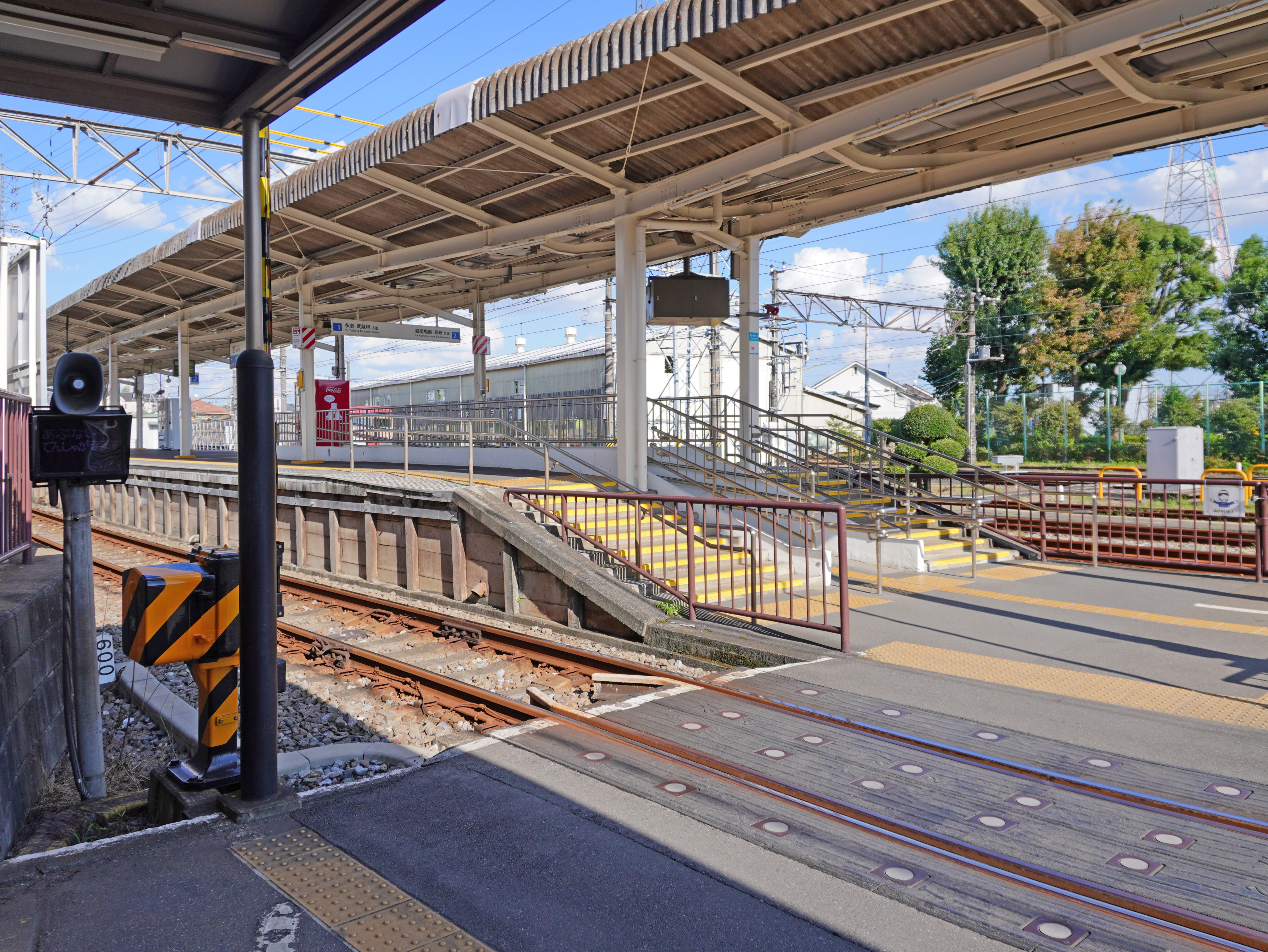
構内踏切（2022年10月）
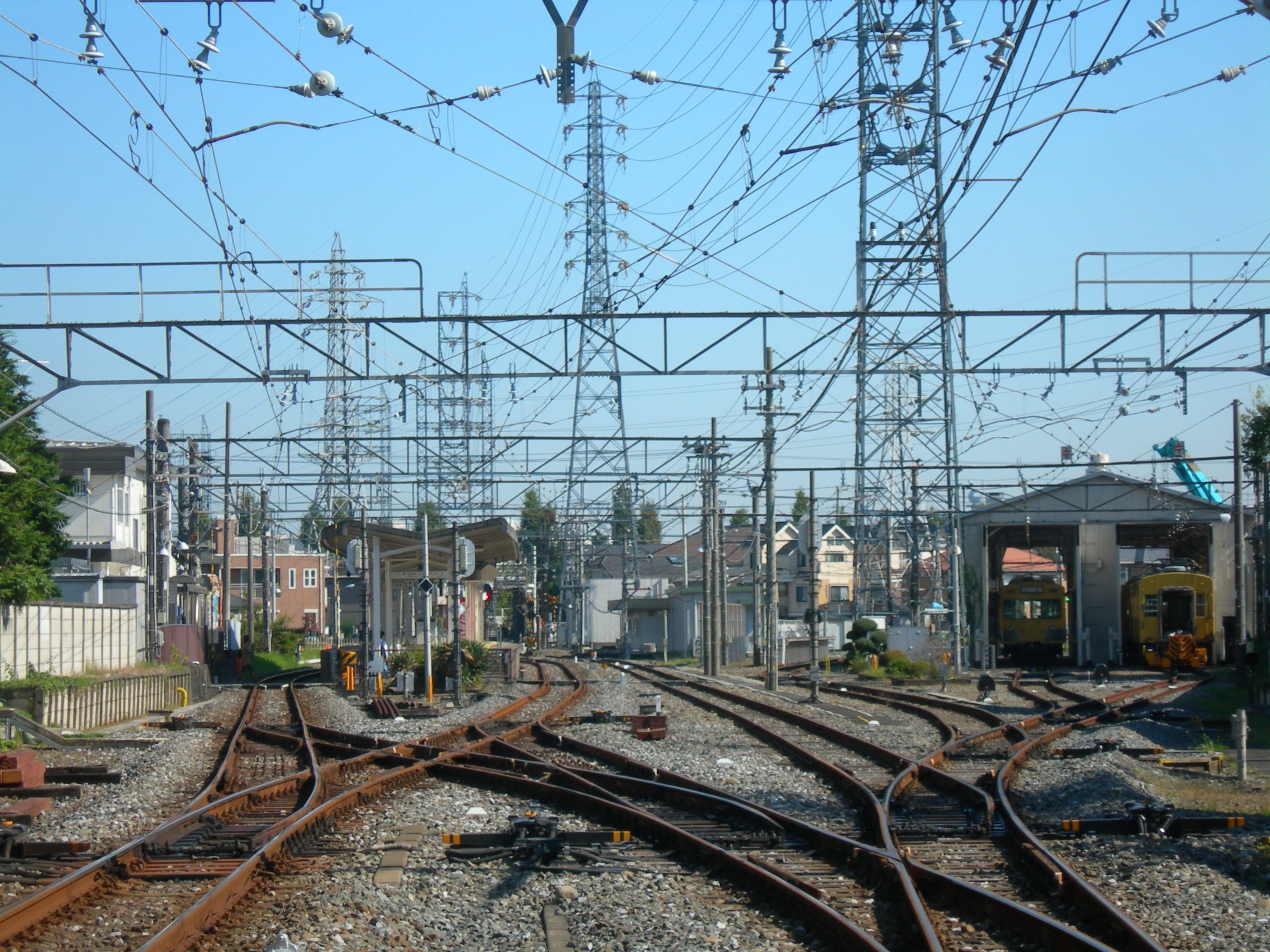
駅構内と車両基地（右手）（2008年10月）

## 利用状況
2024年（令和6年）度の1日平均乗降人員は6,498人であり、西武鉄道全92駅中77位。
近年の1日平均乗降・乗車人員の推移は下表の通りである。
| 年度               | 1日平均 乗降人員 | 1日平均 乗車人員 | 出典     |
| ------------------ | ---------------- | ---------------- | -------- |
| 1990年（平成02年） |                  | 1,956            | [ * 1 ]  |
| 1991年（平成03年） |                  | 2,049            | [ * 2 ]  |
| 1992年（平成04年） |                  | 2,074            | [ * 3 ]  |
| 1993年（平成05年） |                  | 2,192            | [ * 4 ]  |
| 1994年（平成06年） |                  | 2,274            | [ * 5 ]  |
| 1995年（平成07年） |                  | 2,273            | [ * 6 ]  |
| 1996年（平成08年） |                  | 2,351            | [ * 7 ]  |
| 1997年（平成09年） | 4,751            | 2,427            | [ * 8 ]  |
| 1998年（平成10年） | 4,850            | 2,460            | [ * 9 ]  |
| 1999年（平成11年） | 4,834            | 2,464            | [ * 10 ] |
| 2000年（平成12年） | 4,774            | 2,444            | [ * 11 ] |
| 2001年（平成13年） | 4,824            | 2,455            | [ * 12 ] |
| 2002年（平成14年） | 4,937            | 2,515            | [ * 13 ] |
| 2003年（平成15年） | 4,965            | 2,530            | [ * 14 ] |
| 2004年（平成16年） | 5,045            | 2,493            | [ * 15 ] |
| 2005年（平成17年） | 5,009            | 2,389            | [ * 16 ] |
| 2006年（平成18年） | 4,909            | 2,342            | [ * 17 ] |
| 2007年（平成19年） | 4,839            | 2,342            | [ * 18 ] |
| 2008年（平成20年） | 5,122            | 2,488            | [ * 19 ] |
| 2009年（平成21年） | 5,371            | 2,633            | [ * 20 ] |
| 2010年（平成22年） | 5,267            | 2,608            | [ * 21 ] |
| 2011年（平成23年） | 5,209            | 2,568            | [ * 22 ] |
| 2012年（平成24年） | 5,354            | 2,655            | [ * 23 ] |
| 2013年（平成25年） | 5,519            | 2,742            | [ * 24 ] |
| 2014年（平成26年） | 5,635            | 2,808            | [ * 25 ] |
| 2015年（平成27年） | 5,863            | 2,918            | [ * 26 ] |
| 2016年（平成28年） | 5,999            | 2,984            | [ * 27 ] |
| 2017年（平成29年） | 6,038            | 2,995            | [ * 28 ] |
| 2018年（平成30年） | 6,253            | 3,104            | [ * 29 ] |
| 2019年（令和元年） | 6,439            | 3,199            | [ * 30 ] |
| 2020年（令和02年） | 4,970            |                  |          |
| 2021年（令和03年） | 5,410            |                  |          |
| 2022年（令和04年） | 6,038            |                  |          |
| 2023年（令和05年） | 6,286            |                  |          |
| 2024年（令和06年） | 6,498            |                  |          |

## 駅周辺

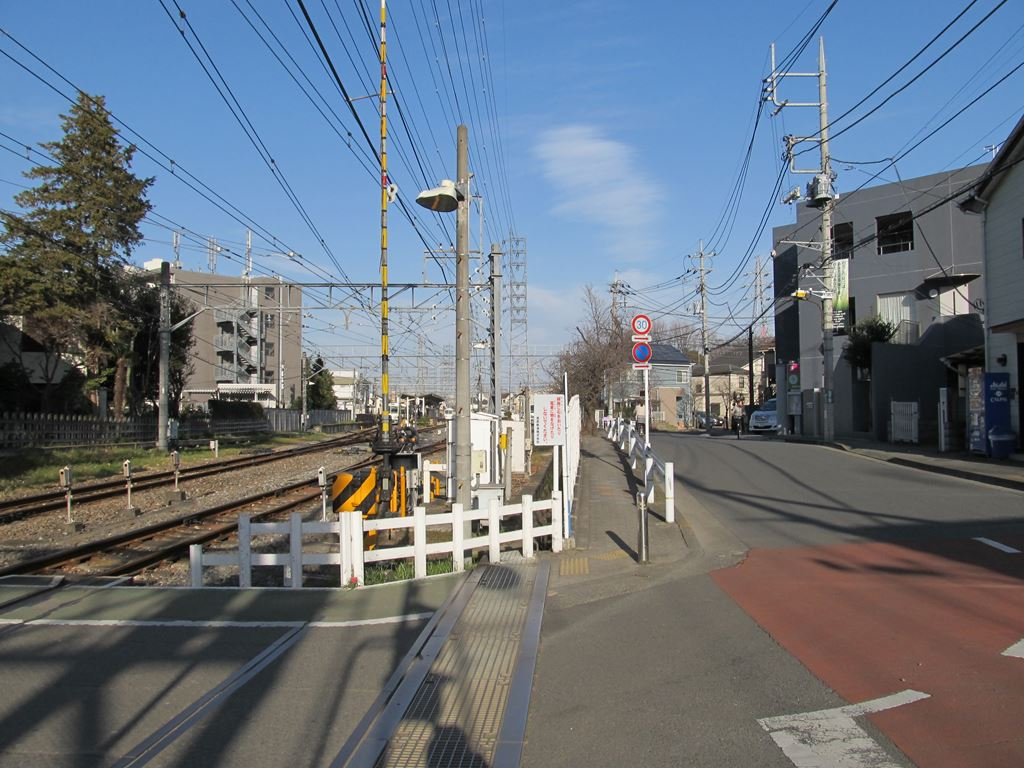
駅の南にある品川街道との踏切

駅の東側（駅舎の反対側）に接して、多摩川線の開業以来の車両基地である白糸台車両基地がある。そのため、早朝には当駅始発の列車が設定されている。以前は当駅終着の列車も運行されていた。
駅の北側に旧甲州街道の踏切があり、駅舎からこの踏切にかけての線路沿いの道に、数軒の商店がある。旧駅名の由来の旧多磨村の中心地に近い。
駅の南側を、品川道が通っている。

### 近隣の施設等
- 府中市立府中第四小学校
- 府中市立白糸台小学校
- 府中市立府中第二中学校
- 府中警察署白糸台交番
- 府中白糸台郵便局（旧甲州街道沿い）
- マインズ農業協同組合多磨支店・マインズショップ多磨店（農産物直売所）
- 府中市白糸台文化センター・府中市役所東部出張所・府中市立白糸台図書館
- 府中市白糸台体育館
- 府中消防署白糸台出張所
- 国道20号（甲州街道）・東京都道229号府中調布線（旧甲州街道）
- 多磨霊園南参道
- 染屋不動尊 - 金銅阿弥陀如来像は国の重要文化財に指定されている。
- 車返団地

### 近隣の駅
- 京王電鉄京王線
  - 武蔵野台駅
  - 多磨霊園駅

当駅から600 mほど離れた場所には京王線の駅が2駅ある。当駅改札口付近には両駅への案内図が掲出され、車内自動放送でも「京王線はお乗り換え」という案内がされる。ただし、京王線からは当駅への正式な乗換案内は行っていない上、連絡運輸も行っていない。

## 隣の駅
西武鉄道
 多摩川線
多磨駅 (SW03) - 白糸台駅 (SW04) - 競艇場前駅 (SW05)